# Najveći uspjesi '68./ '73.
Najveći uspjesi '68./'73. je drugi album hrvatske pjevačice Josipa Lisac, koji je objavila diskografska kuća Jugoton 1974. godine.

## Popis pjesama
1. Što me čini sretnom
2. Krenule su lađe
3. Igra valova u mom sjećanju
4. Još te čekam
5. Život moj
6. Oluja
7. Kapetane moj
8. I teče, teče vrijeme
9. Dok razmišljam o nama
10. Na, na, na, na

## Vanjske poveznice
- Službena stranica Josipe Lisac